# 미야마치역
미야마치역(일본어: 宮町駅)은 일본 미에현 이세시에 위치한 긴키 닛폰 철도 야마다 선의 철도역이다. 역 번호는 M 72이며, 상대식 승강장 2면 2선의 구조를 갖춘 지상역이다.

## 타는 곳
| 1 | M 야마다 선 | 하행 | 우지야마다 · 도바 · 가시코지마 방면 |
| 2 | M 야마다 선 | 상행 | 이세나카가와 · 나고야 · 오사카 방면 |

## 이용 현황
| 연도 | 승차 인원 |
| ---- | --------- |
| 1997 | 1,035     |
| 1998 | 978       |
| 1999 | 963       |
| 2000 | 942       |
| 2001 | 923       |
| 2002 | 904       |
| 2003 | 888       |
| 2004 | 858       |
| 2005 | 799       |
| 2006 | 793       |
| 2007 | 792       |
| 2008 | 778       |
| 2009 | 761       |
| 2010 | 736       |
| 2011 | 670       |
| 2012 | 567       |
| 2013 | 568       |
| 2014 | 550       |
| 2015 | 575       |

## 역 주변
- 요코야마 고무 미에 공장
- 이세 시립 이세 도서관
- JR 도카이 산구선 야마다카미구치역
- 우스노노 신사
- 구사나기 신사
- 기요노이바 신사

## 인접 역
| 긴키 닛폰 철도 M 야마다 선     | 긴키 닛폰 철도 M 야마다 선 | 긴키 닛폰 철도 M 야마다 선 |
| ------------------------------ | -------------------------- | -------------------------- |
| M64 마쓰사카 이세나카가와 방면 | ■ 급행                     | 이세시 M73 우지야마다 방면 |
| M71 오바타 이세나카가와 방면   | ■ 보통                     | 이세시 M73 우지야마다 방면 |